# Gustav Nossal
Gustav Victor Joseph Nossal (Bad Ischl, 4 de junho de 1931) é um renomado biólogo australiano de origem austríaca. Ele é famoso por suas contribuições para os campos de formação de anticorpos e tolerância imunológica.
A família de Nossal era de Viena, na Áustria. Ele nasceu prematuramente em Bad Ischl enquanto sua mãe estava de férias. Sua família deixou a cidade natal de Viena e se mudou para a Austrália em 1939, após a anexação da Áustria pela Alemanha nazista. Como os avós de seu pai eram judeus, ele também era considerado judeu e corria risco de ser enviado para campos de concentração. Em uma entrevista com Adam Spencer, Nossal observou que seu pai não era um judeu que professava, mas de etnia judaica, pois havia sido batizado como católico romano quando criança. Nossal comentou que seu pai, "portanto, pensou que ele seria um pouco protegido das situações do tipo Holocausto. Claro, ele não tinha lido corretamente Mein Kampf. Estava tudo escrito lá: se seus quatro avós eram judeus, então você era judeu". Ele foi batizado e continua sendo um católico romano praticante.